# 191P/McNaught
La comète McNaught 11, officiellement 191P/McNaught, est une comète périodique du système solaire, découverte le 10 juillet 2007 par Robert H. McNaught.